# Hello Americans

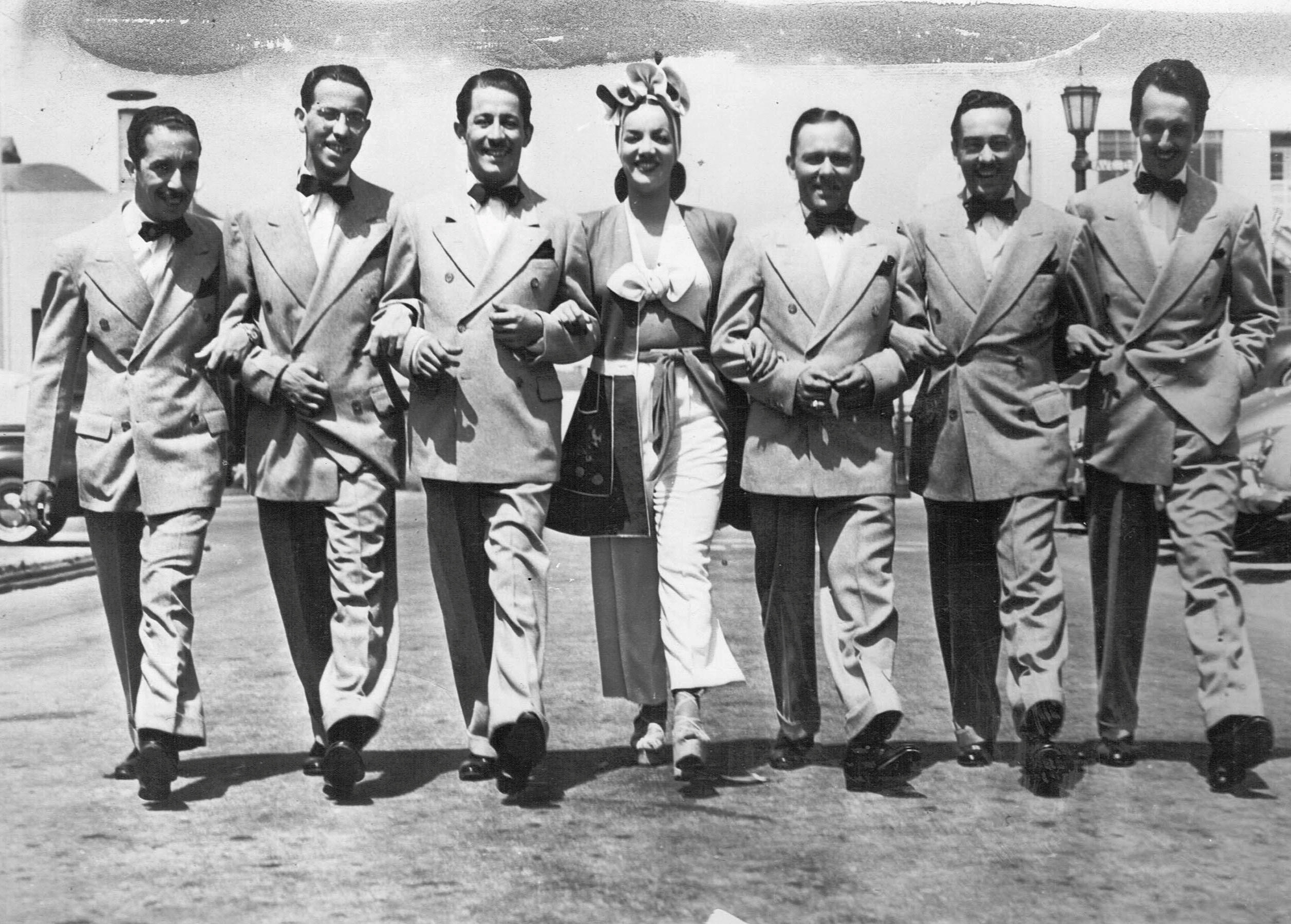
Carmen Miranda e o Bando da Lua abriram o episódio de estreia de Hello Americans, intitulado "Brazil" em 15 de novembro de 1942.

Hello Americans foi um programa de rádio produzido, dirigido e apresentada por Orson Welles na CBS. Criado para promover a compreensão e a amizade interamericanas durante a Segunda Guerra Mundial, a série foi ao ar aos domingos, às 20h00, horário do leste dos EUA, a partir de 15 de novembro de 1942. Sua última transmissão ocorreu em 31 de janeiro de 1943. Patrocinado pelo Escritório de Assuntos Interamericanos, o programa contou com muitos atores da companhia de teatro Mercury Theatre de Welles.
Hello Americans foi produzido simultaneamente com outro programa de Welles, Ceiling Unlimited, uma homenagem à indústria da aviação, e seu trabalho foi considerado uma contribuição significativa para o esforço de guerra.

## História
Orson Welles produziu Hello Americans sob os auspícios do Gabinete do Coordenador de Assuntos Interamericanos, criado por Franklin D. Roosevelt em 1941 para promover as relações entre as Américas durante a Segunda Guerra Mundial. A série tinha como objetivo neutralizar a propaganda do Eixo e fortalecer a solidariedade hemisférica. Welles baseou-se em pesquisas feitas para o projeto cinematográfico It's All True, também com o apoio de Nelson Rockefeller, coordenador do Gabinete.
Welles, atraído pela causa pan-americana, usou dramatizações para destacar a unidade e a herança comum das Américas. A série foi traduzida para o espanhol e o português, com o intuito de contrapor a propaganda do Eixo na América Latina. Programas semelhantes, como Admiral of the Ocean Sea, buscavam destacar a história comum das Américas e fomentar a cooperação.
Embora a série fosse bem recebida por Welles, que a considerava divertida e criativa, ela foi cancelada em janeiro de 1943 devido à falta de audiência.

## Episódios
Os episódios de Hello Americans são descritos em uma cronologia anotada da carreira de Welles, elaborada por Jonathan Rosenbaum para o livro de 1992, This is Orson Welles.
| #  | Data                   | Título                                                | Programa |
| -- | ---------------------- | ----------------------------------------------------- | --- |
| 1  | 15 de novembro de 1942 | "Brazil"                                              | A história do samba, incluindo aulas de técnica e instrumentação, é explorada em um episódio de Hello Americans. O programa também discute a mistura étnica única do Brasil, seus produtos e recursos naturais, e a importância de conservar a selva amazônica. Em uma performance memorável, Orson Welles se junta a Carmen Miranda para cantar o samba de Ary Barroso, "No Tabuleiro da Baiana". O roteiro é de Robert Meltzer, com música de Lucien Moraweck. O elenco inclui Orson Welles, Carmen Miranda, Lud Gluskin e sua orquestra. A transmissão é anunciada como vindo diretamente do Brasil, com uma licença dramática. |
| 2  | 22 de novembro de 1942 | "The Andes"                                           | O episódio apresenta duas composições musicais de Justin Elie e Antônio Carlos Gomes, além de poesia de Norman Rosten. Elenco: Edmond O'Brien (Bolívar), Agnes Moorehead, Ray Collins, Elliott Reid, Barbara Jean Wong, Hans Conried e outros. |
| 3  | 29 de novembro de 1942 | "The Islands"                                         | O episódio aborda a abolição da escravatura no Haiti, liderada por Toussaint Louverture, e o reinado de Henri Christophe. Elenco: Ray Collins, Hans Conried, Elliott Reid, o Coro Haitiano. |
| 4  | 6 de dezembro de 1942  | "The Alphabet: A to C"                                | O episódio aborda, em parte, o revolucionário mexicano Simón Bolívar, fazendo referência a Henri Christophe, o rei haitiano do início do século XIX. Cantor convidado: Miguelito Valdés. |
| 5  | 13 de dezembro de 1942 | "The Alphabet: C to S"                                | |
| 6  | 20 de dezembro de 1942 | "The Alphabet: Slavery (Abednego) to End of Alphabet" | Escrito por Orson Welles e John Tucker Battle Elenco: Orson Welles (Sir Barnaby Finch), Elliott Reid (Abednego), Norman Field (Toussaint Louverture), Gerald Mohr (Henri Christophe) |
| 7  | 27 de dezembro de 1942 | "The Bad-Will Ambassador"                             | Escrito por Richard Brooks Elenco: Norman Field, Pedro de Cordoba, John Tucker Battle, Hans Conried, Martin Stone, Orson Welles |
| 8  | 3 de janeiro de 1943   | "Ritmos de las Americas"                              | Música para os povos de dois continentes (Orson Welles não pôde comparecer devido a uma doença). Elenco: Tito Guízar (apresentador), Dick Joy (locutor), Miguelito Valdés, Sir Lancelot, Lud Gluskin e sua Orquestra. |
| 9  | 10 de janeiro de 1943  | "Mexico"                                              | As histórias de Montezuma e Benito Juárez |
| 10 | 17 de janeiro de 1943  | "Feed the World"                                      | Escrito por Milton Geiger Cast: Frank Readick (narrador), Eddie Jerome (Gaucho), Orson Welles (Famine), Carl Swenson, Joseph Cheshire (Cotten), Jack Moss, Louis Solomon |
| 11 | 24 de janeiro de 1943  | "Ritmos de las Americas"                              | Ritmos das Américas (Orson Welles não pôde comparecer devido a uma doença). Elenco: Truman Bradley (apresentador), Diana Gayle, Miguelito Valdés, Carlos Ramírez, Lud Gluskin e sua orquestra. |
| 12 | 31 de janeiro de 1943  | "Bolivar's Idea"                                      | O episódio aborda a democracia interamericana e sua importância essencial durante a guerra. Ele incorpora trechos do poema de Milton Geiger, I Will Not Go Back, que mais tarde se tornaria a peça central da transmissão de abril de 1945 de This Is My Best, dedicada ao falecido presidente Franklin Roosevelt. O elenco deste episódio inclui Orson Welles, Ray Collins, Lud Gluskin e sua orquestra. |